# نمرود (کشتی)

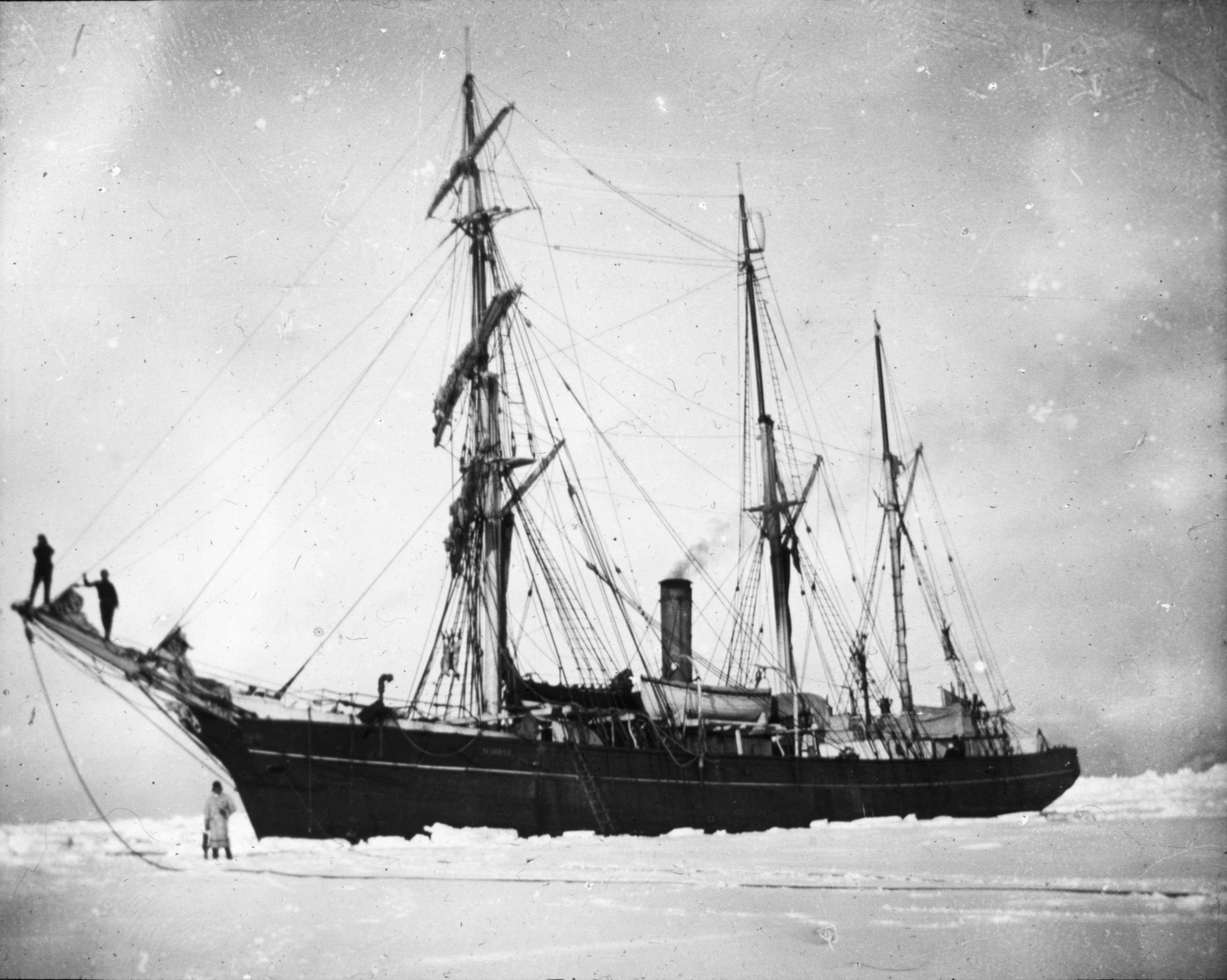
کشتی نمرود در سال ۱۹۰۸

نمرود (انگلیسی: Nimrod) کشتی بادبانی و همچنین مجهز به موتور بخار دریایی بود که تحت فرماندهی ارنست شکلتون انگلیسی و در قالب گروه اکتشافی نمرود به کاوش منطقهٔ جنوبگان پرداخت.